# Ficus krukovii
Ficus krukovii är en mullbärsväxtart som beskrevs av Paul Carpenter Standley. Ficus krukovii ingår i släktet fikonsläktet, och familjen mullbärsväxter. Inga underarter finns listade i Catalogue of Life.